# Институт фундаментальных проблем биологии РАН
Институт фундаментальных проблем биологии «Российской академии наук», сокр. ИФПБ РАН — один из научных институтов Пущинского научного центра, ведущий прикладные исследования в области физико-химической биологии и экологии.

## История
- В 1966 году в Научном центре биологических исследований АН СССР в г. Пущино по инициативе академиков А. Н. Теренина, А. А. Красновского, Е. Н. Кондратьевой, члена-корреспондента А. А. Ничипоровича и профессора В. Б. Евстигнеева был организован Институт фотосинтеза АН СССР. Первым директором института стал В. Б. Евстигнеев[3].
- В 1982 году Институтом фотосинтеза был объединён с Институтом агрохимии и почвоведения в Институт почвоведения и фотосинтеза АН СССР (ИПФС). Директором объединённого института с 1982 по 1988 гг. был профессор М. С. Кузнецов, с приходом которого в ИПФС были развернуты ранее не проводившиеся исследования по эрозии почв, для чего были приглашены новые специалисты.
- В 1988 году Институт почвоведения и фотосинтеза возглавил профессор В. И. Кефели, специалист в области физиологии и биохимии растений. Институт приступил к научной разработке теоретической проблемы «растение — почва».
- В 1996 году по инициативе В. А. Шувалова ИПФС был переименован в Институт фундаментальных проблем биологии Академии наук.
- В 1999 году из состава ИФПБ был выделен Отдел почвоведения для создания на его базе Институт физико-химических и биологических проблем почвоведения РАН.

## Направления исследований
Основные научные направления ИФПБ РАН связаны с исследованиями молекулярных механизмов фотобиологических процессов преобразования и запасания энергии света, работами в области фотобиотехнологии, молекулярной биологии, изучением физико-химических проблем функционирования, устойчивости и адаптации агро и природных экосистем к внешним воздействиям.

## Структура института
В институте работают около 200 человек, из которых половина — научные сотрудники. Среди научных сотрудников 71 кандидат и 20 докторов наук, один академик РАН. Научная продукция института — около 70 публикаций в отечественных и международных журналах ежегодно. В институте функционирует аспирантура по 8 специальностям и диссертационный совет по 3 специальностям («биофизика», «биохимия», «физиология и биохимия растений»).